# Untermembach
Untermembach ist ein Gemeindeteil der Gemeinde Heßdorf im Landkreis Erlangen-Höchstadt (Mittelfranken, Bayern). Untermembach liegt in der Gemarkung Heßdorf.

## Geographie
Das Dorf liegt am Membach, der unmittelbar südlich des Ortes eine Kette von Weihern speist (Membachweiher, Dorfweiher) und ein rechter Zufluss der Seebach ist. Im Norden grenzt die Flur Kahlberg an, 500 Meter nördlich liegt ein Neubaugebiet von Heßdorf. Unmittelbar südwestlich liegt der Weiler Mittelmembach. Im Südosten jenseits der Weiherkette liegt das Waldgebiet Hegenig. Im Nordwesten grenzt Acker- und Grünland an.
Die Kreisstraße ERH 14 verläuft nach Beutelsdorf (2,8 km südlich) bzw. nach Heßdorf zur Staatsstraße 2240 (1,5 km nördlich). Eine Gemeindeverbindungsstraße verläuft über Mittelmembach nach Obermembach (1,8 km südwestlich).

## Geschichte
Der Ort wurde 1468 erstmals urkundlich erwähnt. Im 15. Jahrhundert war das bambergische Dompropsteiamt Büchenbach Lehensträger über sieben Anwesen und einer Schenkstatt. Daneben hatten die Nürnberger Patriziern von Haller einige Güter zu Lehen erhalten. Später erscheinen die Patrizier von Scheurl als Lehensträger. Ob sie die Güter von den Hallern direkt gekauft haben, ist unbekannt. Während des Dreißigjährigen Kriegs wurde der Ort weit weniger in Mitleidenschaft gezogen wie der Nachbarort Obermembach.
Gegen Ende des 18. Jahrhunderts gab es in Untermembach 13 Anwesen (3 Huben, 2 Halbhuben, 1 Hof, 1 Halbhof, 1 Viertelhube, 1 Achtelhube, 1 Schenkstatt, 1 Haus, 1 Häuslein, 1 Hirtenhaus). Das Hochgericht übte das bambergische Dompropsteiamt Büchenbach im begrenzten Umfang aus, es hatte ggf. an das bambergische Centamt Herzogenaurach auszuliefern. Die Dorf- und Gemeindeherrschaft sowie die Grundherrschaft über alle Anwesen hatte das Dompropsteiamt Büchenbach.
Im Rahmen des Gemeindeedikts wurde Untermembach dem 1811 gebildeten Steuerdistrikt Hannberg zugeordnet. Es gehörte der 1818 gegründeten Ruralgemeinde Heßdorf an.

### Baudenkmäler
- Bildstock
- Martersäule

### Einwohnerentwicklung
| Jahr      | 001818 | 001861 | 001871 | 001885 | 001900 | 001925 | 001950 | 001961 | 001970 | 001987 | 002023 |
| Einwohner | 91     | 100    | 104    | 108    | 97     | 121    | 186    | 185    | 230    | 317    | 518    |
| Häuser    | 13     |        |        | 19     | 23     | 22     | 24     | 35     |        | 87     |        |
| Quelle    | [ 9 ]  | [ 10 ] | [ 11 ] | [ 12 ] | [ 13 ] | [ 14 ] | [ 15 ] | [ 16 ] | [ 17 ] | [ 18 ] | [ 1 ]  |

## Religion
Der Ort ist römisch-katholisch geprägt und seit 1574 nach Geburt Mariens (Hannberg) gepfarrt. Die Einwohner evangelisch-lutherischer Konfession sind nach St. Kilian (Kairlindach) gepfarrt.